# Yumi Tōmei
Yumi Tōmei (東明 有美?, Tōmei Yumi; Gifu, 1º giugno 1972) è un'ex calciatrice giapponese di ruolo difensore.

## Carriera

### Club
Tōmei è nata nel 1972 a Gifu. Dal 1988 al 2000 ha giocato con la Prima Ham FC Kunoichi. Il club ha vinto il campionato nel 1995 e nel 1999, la Coppa dell'Imperatrice nel 1995 e nel 1998 e la Nadeshiko League Cup nel 1997 e nel 1998. È stata selezionata nel miglior undici per cinque volte (1994, 1995, 1996, 1997 e 1999).

### Nazionale
Nel dicembre 1993, Tōmei è convocata nella Nazionale maggiore in occasione della Coppa d'Asia di Malaysia 1993, dove ottenne il terzo posto. Giocherà la Coppa d'Asia anche nel 1995 (secondo posto) e nel 1997 (terzo posto). Prenderà parte ai XII Giochi asiatici dove il Giappone vincerà la medaglia d'argento e ai XIII Giochi asiatici dove le nipponiche vinsero la medaglia di bronzo. Tōmei ha disputato anche il Mondiale 1995, Mondiale 1999 e il torneo olimpico 1996. In tutto Tōmei ha giocato 43 partite con la Nazionale nipponica riuscendo a segnare 6 gol.

## Statistiche

### Cronologia presenze e reti in nazionale
| Cronologia completa delle presenze e delle reti in nazionale ― Giappone | Cronologia completa delle presenze e delle reti in nazionale ― Giappone | Cronologia completa delle presenze e delle reti in nazionale ― Giappone | Cronologia completa delle presenze e delle reti in nazionale ― Giappone | Cronologia completa delle presenze e delle reti in nazionale ― Giappone | Cronologia completa delle presenze e delle reti in nazionale ― Giappone | Cronologia completa delle presenze e delle reti in nazionale ― Giappone | Cronologia completa delle presenze e delle reti in nazionale ― Giappone |
| Data                                                                    | Città                                                                   | In casa                                                                 | Risultato                                                               | Ospiti                                                                  | Competizione                                                            | Reti                                                                    | Note                                                                    |
| ----------------------------------------------------------------------- | ----------------------------------------------------------------------- | ----------------------------------------------------------------------- | ----------------------------------------------------------------------- | ----------------------------------------------------------------------- | ----------------------------------------------------------------------- | ----------------------------------------------------------------------- | ----------------------------------------------------------------------- |
| 6-12-1993                                                               | Kuching                                                                 | Giappone                                                                | 15 – 0                                                                  | Filippine                                                               | Coppa d'Asia 1993                                                       | -                                                                       |                                                                         |
| 8-12-1993                                                               | Kuching                                                                 | Giappone                                                                | 4 – 0                                                                   | Hong Kong                                                               | Coppa d'Asia 1993                                                       | 2                                                                       |                                                                         |
| 20-8-1994                                                               | Slovacchia                                                              | Slovacchia                                                              | 0 – 2                                                                   | Giappone                                                                | Slovakia International Tournament                                       | -                                                                       |                                                                         |
| 27-9-1994                                                               | Tokyo                                                                   | Giappone                                                                | 2 – 2                                                                   | Australia                                                               | Amichevole                                                              | -                                                                       |                                                                         |
| 4-10-1994                                                               | Fukuyama                                                                | Giappone                                                                | 5 – 0                                                                   | Corea del Sud                                                           | Giochi asiatici                                                         | -                                                                       |                                                                         |
| 6-10-1994                                                               | Fukuyama                                                                | Giappone                                                                | 3 – 0                                                                   | Taipei cinese                                                           | Giochi asiatici                                                         | -                                                                       |                                                                         |
| 10-10-1994                                                              | Fukuyama                                                                | Giappone                                                                | 1 – 1                                                                   | Cina                                                                    | Giochi asiatici                                                         | -                                                                       |                                                                         |
| 12-10-1994                                                              | Fukuyama                                                                | Giappone                                                                | 0 – 2                                                                   | Cina                                                                    | Giochi asiatici                                                         | -                                                                       |                                                                         |
| 5-5-1995                                                                | Tokyo                                                                   | Giappone                                                                | 1 – 0                                                                   | Canada                                                                  | Ice Box Cup                                                             | -                                                                       |                                                                         |
| 5-6-1995                                                                | Karlstad                                                                | Giappone                                                                | 0 – 1                                                                   | Germania                                                                | Mondiali 1995                                                           | -                                                                       |                                                                         |
| 13-6-1995                                                               | Gävle                                                                   | Giappone                                                                | 0 – 4                                                                   | Stati Uniti                                                             | Mondiali 1995                                                           | -                                                                       |                                                                         |
| 22-9-1995                                                               | Kota Kinabalu                                                           | Giappone                                                                | 1 – 0                                                                   | Corea del Sud                                                           | Coppa d'Asia 1995                                                       | -                                                                       |                                                                         |
| 25-9-1995                                                               | Kota Kinabalu                                                           | Giappone                                                                | 6 – 0                                                                   | India                                                                   | Coppa d'Asia 1995                                                       | -                                                                       |                                                                         |
| 27-9-1995                                                               | Kota Kinabalu                                                           | Giappone                                                                | 17 – 0                                                                  | Uzbekistan                                                              | Coppa d'Asia 1995                                                       | 2                                                                       |                                                                         |
| 30-9-1995                                                               | Kota Kinabalu                                                           | Giappone                                                                | 3 – 0                                                                   | Taipei cinese                                                           | Coppa d'Asia 1995                                                       | 1                                                                       |                                                                         |
| 2-10-1995                                                               | Kota Kinabalu                                                           | Giappone                                                                | 0 – 2                                                                   | Cina                                                                    | Coppa d'Asia 1995                                                       | -                                                                       |                                                                         |
| 11-5-1996                                                               | Salem                                                                   | Giappone                                                                | 0 – 3                                                                   | Cina                                                                    | US Open Cup                                                             | -                                                                       |                                                                         |
| 16-5-1996                                                               | Stati Uniti d'America                                                   | Stati Uniti                                                             | 4 – 0                                                                   | Giappone                                                                | US Open Cup                                                             | -                                                                       |                                                                         |
| 26-5-1996                                                               | Tokyo                                                                   | Giappone                                                                | 1 – 1                                                                   | Danimarca                                                               | Amichevole                                                              | -                                                                       |                                                                         |
| 29-5-1996                                                               | Fukuoka                                                                 | Giappone                                                                | 3 – 4                                                                   | Danimarca                                                               | Amichevole                                                              | -                                                                       |                                                                         |
| 10-7-1996                                                               | Fort Lauderdale                                                         | Giappone                                                                | 2 – 2                                                                   | Australia                                                               | Amichevole                                                              | -                                                                       |                                                                         |
| 15-7-1996                                                               | Fort Lauderdale                                                         | Giappone                                                                | 1 – 3                                                                   | Svezia                                                                  | Amichevole                                                              | -                                                                       |                                                                         |
| 21-7-1996                                                               | Birmingham                                                              | Giappone                                                                | 2 – 3                                                                   | Germania                                                                | Olimpiadi 1996                                                          | -                                                                       |                                                                         |
| 23-7-1996                                                               | Birmingham                                                              | Giappone                                                                | 0 – 2                                                                   | Brasile                                                                 | Olimpiadi 1996                                                          | -                                                                       |                                                                         |
| 25-7-1996                                                               | Washington                                                              | Giappone                                                                | 0 – 4                                                                   | Norvegia                                                                | Olimpiadi 1996                                                          | -                                                                       |                                                                         |
| 8-6-1997                                                                | Tokyo                                                                   | Giappone                                                                | 1 – 0                                                                   | Cina                                                                    | Coppa Kirin                                                             | -                                                                       |                                                                         |
| 15-6-1997                                                               | Osaka                                                                   | Giappone                                                                | 0 – 0                                                                   | Cina                                                                    | Coppa Kirin                                                             | -                                                                       |                                                                         |
| 5-12-1997                                                               | Canton                                                                  | Giappone                                                                | 21 – 0                                                                  | Guam                                                                    | Coppa d'Asia 1997                                                       | -                                                                       |                                                                         |
| 7-12-1997                                                               | Canton                                                                  | Giappone                                                                | 1 – 0                                                                   | India                                                                   | Coppa d'Asia 1997                                                       | -                                                                       |                                                                         |
| 9-12-1997                                                               | Canton                                                                  | Giappone                                                                | 9 – 0                                                                   | Hong Kong                                                               | Coppa d'Asia 1997                                                       | 1                                                                       |                                                                         |
| 12-12-1997                                                              | Canton                                                                  | Giappone                                                                | 0 – 1                                                                   | Corea del Nord                                                          | Coppa d'Asia 1997                                                       | -                                                                       |                                                                         |
| 17-5-1998                                                               | Tokyo                                                                   | Giappone                                                                | 1 – 2                                                                   | Stati Uniti                                                             | Coppa Kirin                                                             | -                                                                       |                                                                         |
| 24-10-1998                                                              | Seul                                                                    | Corea del Sud                                                           | 1 – 1                                                                   | Giappone                                                                | Amichevole                                                              | -                                                                       |                                                                         |
| 26-10-1998                                                              | Seul                                                                    | Corea del Sud                                                           | 1 – 1                                                                   | Giappone                                                                | Amichevole                                                              | -                                                                       |                                                                         |
| 12-12-1998                                                              | Bangkok                                                                 | Giappone                                                                | 8 – 0                                                                   | Vietnam                                                                 | Giochi asiatici                                                         | -                                                                       |                                                                         |
| 15-12-1998                                                              | Bangkok                                                                 | Giappone                                                                | 0 – 3                                                                   | Cina                                                                    | Giochi asiatici                                                         | -                                                                       |                                                                         |
| 17-12-1998                                                              | Bangkok                                                                 | Giappone                                                                | 2 – 1                                                                   | Taipei cinese                                                           | Giochi asiatici                                                         | -                                                                       |                                                                         |
| 2-5-1999                                                                | Stati Uniti d'America                                                   | Stati Uniti                                                             | 7 – 0                                                                   | Giappone                                                                | Amichevole                                                              | -                                                                       |                                                                         |
| 30-5-1999                                                               | Kyoto                                                                   | Giappone                                                                | 1 – 1                                                                   | Corea del Sud                                                           | Coppa Kirin                                                             | -                                                                       |                                                                         |
| 3-6-1999                                                                | Tokyo                                                                   | Giappone                                                                | 3 – 2                                                                   | Corea del Sud                                                           | Coppa Kirin                                                             | -                                                                       |                                                                         |
| 19-6-1999                                                               | San Jose                                                                | Giappone                                                                | 1 – 1                                                                   | Canada                                                                  | Mondiali 1999                                                           | -                                                                       |                                                                         |
| 23-6-1999                                                               | Portland                                                                | Giappone                                                                | 0 – 5                                                                   | Russia                                                                  | Mondiali 1999                                                           | -                                                                       |                                                                         |
| 26-6-1999                                                               | Chicago                                                                 | Giappone                                                                | 0 – 4                                                                   | Norvegia                                                                | Mondiali 1999                                                           | -                                                                       |                                                                         |
| Totale                                                                  |                                                                         | Presenze                                                                | 43                                                                      |                                                                         | Reti                                                                    | 6                                                                       |                                                                         |